# Anne-Line Poncet
Pour les articles homonymes, voir Poncet.
Anne-Line Poncet, née le 4 octobre 1979, est une kayakiste française de slalom. 
Elle est médaillée de bronze en kayak monoplace (K1) par équipe aux Championnats d'Europe 2002 à Bratislava.